# Holoprosencefalie

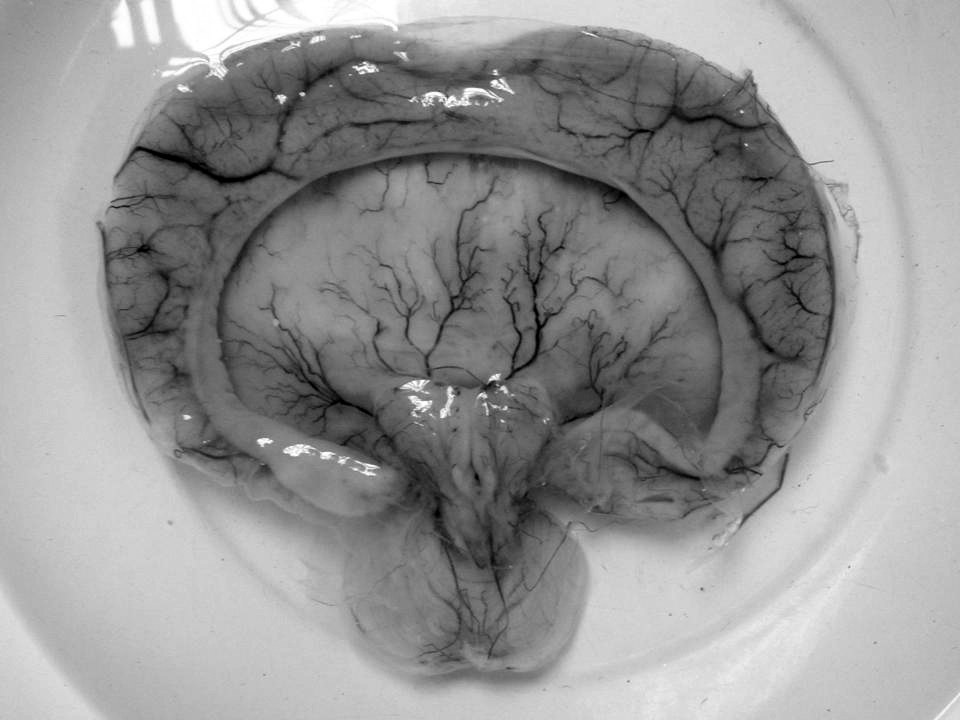
Mozek postižený Holoprosencefalií

Holoprosencefalie je nevytvoření či neúplné oddělení jedné hemisféry mozku.

## Původ
Důvody vzniku dosud nejsou zcela objasněny. Vývoj mozkové hemisféry je závislý na indukci olfaktorickou plakodou. Pokud se nevyvine olfaktorická plakoda, nevzniká ani hemisféra. Roli hrají i geny SHH, ZIC2, TGIF a SIX3 (všechny 4 geny se testují v FN Motol). Někdy spojeno s trizomií 13 či 18. Může vznikat i působením teratogenů 2 týdny po oplození, kdy matka ještě nemusí vědět, že je těhotná.

## Příznaky
- Nerozdělené hemisféry
- cyclopie
- proboscis – vzniká kolem čichové plakody
- ageneze praemaxily – vznikají rozštěpové vady
- čichová plakoda ztrácí kontakt se stomodeem

## Dg.
16. gestační týden je vidět na sonu.